# Ciénaga Grande de Magangué
La Ciénaga Grande de Magangué es un cuerpo de agua ubicado en inmediaciones a la ciudad de Magangué, al Norte en Colombia, en el departamento de Bolívar, se encuentra en jurisdicción del Área Rural de Magangué. Pertenece al Complejo de Ciénaga Grande.
La Ciénaga Grande tiene influencia en una población cercana a los 100.000 habitantes, además, se conecta con el Río Magdalena por medio de un pequeño canal llamado El Chorro, de 1,2 km de largo, al norte de la misma. En el norte, se topa con el occidente y el sur de Magangué, aquí están populosos sitios como Punta Piedra (parque de ecoturismo), Punta Arena (playa), Jarillón Sur (vía de ecoturismo); en el sur, se topa con el corregimiento de El Retiro, en el cual se hallan pequeños islotes, que no superan el kilómetro cuadrado; al este, se topa con la vía Magangué-El Retiro, y se encuentra alineado paralelamente con el curso del Río Magdalena por Área Rural de Magangué durante 10 km; al oeste, se topa con las costas de haciendas.
En la actualidad, la Ciénaga Grande de Magangué, con el apoyo de la CSB (Corporación Autónoma Regional del Sur de Bolívar), se encuentra en el Proyecto Recuperación Ambiental y Productiva de la Ciénaga Grande de Magangué, que tiene el fin de mejorar la calidad de vida de los barrios aledaños, recuperar zonas contaminadas y promover la economía, turismo y cultura de Magangué, ya que aquí termina el recorrido de las aguas negras del alcantarillado, y desechan muchos residuos no reciclables. Aquí también se realizan actividades locales, regionales y departamentales.

## Mitos
En Magangué existen cientos de mitos, pero varios de estos mitos salen de la Ciénaga Grande de Magangué, algunos como:
- El Mohán: ser que fuma tabaco y que se roba a las mujeres que más le gustaba cuando éstas iban a lavar la ropa en la orilla, razón por la cual las debía acompañar un hombre. En algunos casos tenía similar gusto con el Hombre Caimán, en ver a las mujeres desnudas bañándose.

- El Hombre Caimán: ser afectado por una poción que lo condenó a ser mitad hombre y mitad caimán, cuyo objetivo es el espionaje de las mujeres cuando se bañaban.

- La Madremonte: mujer protectora de los animales y la naturaleza, que no perdona al que se meta con algunos de los ya mencionados.

- Datos: Q5770980